# Kannus
Kannus (Kannus és el nom suec) és una ciutat de Finlàndia fundada el 1859, pertany a la província administrativa de Finlàndia Occidental i a la regió d'Ostrobòtnia Central.